# PNPLA4
PNPLA4 (англ. Patatin like phospholipase domain containing 4) – білок, який кодується однойменним геном, розташованим у людей на короткому плечі X-хромосоми. Довжина поліпептидного ланцюга білка становить 253 амінокислот, а молекулярна маса — 27 980.
| 10         |  | 20         |  | 30         |  | 40         |  | 50         |
| ---------- |  | ---------- |  | ---------- |  | ---------- |  | ---------- |
| MKHINLSFAA |  | CGFLGIYHLG |  | AASALCRHGK |  | KLVKDVKAFA |  | GASAGSLVAS |
| VLLTAPEKIE |  | ECNQFTYKFA |  | EEIRRQSFGA |  | VTPGYDFMAR |  | LRSGMESILP |
| PSAHELAQNR |  | LHVSITNAKT |  | RENHLVSTFS |  | SREDLIKVLL |  | ASSFVPIYAG |
| LKLVEYKGQK |  | WVDGGLTNAL |  | PILPVGRTVT |  | ISPFSGRLDI |  | SPQDKGQLDL |
| YVNIAKQDIM |  | LSLANLVRLN |  | QALFPPSKRK |  | MESLYQCGFD |  | DTVKFLLKEN |
| WFE        |  |            |  |            |  |            |  |            |

A: Аланін

C: Цистеїн

D: Аспарагінова кислота

E: Глутамінова кислота

F: Фенілаланін

G: Гліцин

H: Гістидин

I: Ізолейцин

K: Лізин

L: Лейцин

M: Метіонін

N: Аспарагін

P: Пролін

Q: Глутамін

R: Аргінін

S: Серин

T: Треонін

V: Валін

W: Триптофан

Кодований геном білок за функцією належить до гідролаз. 
Задіяний у таких біологічних процесах, як метаболізм ліпідів, деградація ліпідів, альтернативний сплайсинг. 
Локалізований у мітохондрії.